# Ministro presidente della Lettonia
Il ministro presidente della Repubblica di Lettonia (in lettone Ministru prezidents) è il capo del governo della Lettonia e presiede il Consiglio dei ministri. Viene nominato dal Presidente della Repubblica in base alla maggioranza presente nel Saeima, il parlamento monocamerale lettone.
Il titolo di "Ministro presidente" fu utilizzato dal 1918 al 1940. Con il recupero dell'indipendenza nel 1990 si utilizzò invece quello di "Presidente del consiglio dei ministri" (Ministru padomes priekšsēdētājs), finché la denominazione originale non venne ripristinata formalmente nel maggio del 1993.

## Nomina
Il ministro presidente è nominato dal Presidente della Repubblica tenendo conto della distribuzione dei seggi in Parlamento. Non deve essere necessariamente un membro del partito di maggioranza. Una volta nominato, il candidato sceglie i ministri che formeranno il suo governo e presenta al Parlamento il programma del governo, sul quale deve ottenere la fiducia. Nel caso di voto favorevole, l'intero governo inizia immediatamente a esercitare le sue funzioni. Se la fiducia viene rifiutata, la procedura viene riavviata.

## Ruolo e funzioni
Il ministro presidente determina la direzione generale delle attività del governo della Lettonia e coordina il lavoro dei ministri. Dirige le riunioni del Consiglio dei ministri, nonché quelle delle diverse commissioni governative. Nomina i ministri e i segretari parlamentari, su proposta dei ministri. Può anche decidere di istituire consigli consultivi o gruppi di lavoro per presentare pareri e proposte. Su sua richiesta l'ufficio del Saeima è tenuto a convocare una sessione dell'assemblea. Inoltre, controfirma tutti gli atti del Capo dello Stato, di cui ha quindi la responsabilità politica, ad eccezione del decreto che lo nomina e dell'atto di scioglimento del Saeima.